# André Mahieu
André Mahieu (Roeselare, 2 februari 1904 - Brugge, 9 januari 1979) was een Belgisch kunstschilder en architect.

## Leven en werk
André Mahieu was de zoon van de katholieke politicus Jan Mahieu Liebaert (1874-1947) en Margaretha Liebaert, de dochter van minister Julien Liebaert.

### Opleiding
André Mahieu had reeds op jeugdige leeftijd aanleg voor tekenen en kreeg kunstonderricht van de Belgische impressionistische portrettist Fernand Toussaint.
Mahieu volgde zijn middelbare studies aan het Klein Seminarie in Roeselare en studeerde daarna architectuur aan het Hoger Instituut Sint-Lucas in Gent.

### Belgisch-Congo
In 1927, na het beëindigen van zijn studies, vertrok Mahieu naar Belgisch-Congo, geïnspireerd door afbeeldingen van het land en het volk, om daar te gaan schilderen. Hij schilderde vooral landschappen, volkstypes en portretten van Congolese stamhoofden. "Hij heeft in enkele zeer karakteristieke werken de wrange poëzie van het Congolese landschap weten uit te beelden; bovendien heeft hij ook ernaar getracht door de kunst door te dringen tot de ziel van de Congolees" (Joris Vlamynck, 1953).
Mahieu werd ziek en keerde in 1934 terug naar Roeselare.
In 1936 ging hij schilderen in toen nog exotische streken en landen zoals Jeruzalem, Egypte, Tunesië en Marokko om terug in Belgisch-Congo te eindigen. Zijn werken werden tentoongesteld op de Exposition des Orientalistes Européens van 1938 in Parijs. André Mahieu wordt beschouwd als een Belgisch koloniale kunstenaar, een term die vooral verwijst naar blanke schilders die tijdens de Belgische koloniale periode (1880-1960) een artistieke missie naar Congo ondernamen. Als lid van deze beperkte groep kreeg André Mahieu in 1938 een reisbeurs van het Ministerie van Koloniën.
Een Congolees landschap van Mahieu is opgenomen in de collectie van het Africamuseum in Tervuren.

### Kasteel "De Woesten"
Tijdens de Tweede Wereldoorlog verbleef Mahieu ondergedoken in de Ardennen onder het pseudoniem André Malbrancke.
In 1947 trad hij in het huwelijk) met Cécile Dewitte, een telg uit de textielfamilie Dewitte-Lietaer uit Lauwe. Samen kochten ze het landhuis ‘De Woesten’ in Waardamme, dat Mahieu transformeerde tot een eclectisch kasteeldomein.
In zijn nieuwe landhuis bouwde hij zijn kunstatelier. Hij schilderde vanaf dat moment vooral stillevens, havenzichten en landschappen in België en als fervente jager vaak stillevens van doodgeschoten wild. Zijn werk getuigt van ‘een gedegen compositie en een vlotte tekening'. Hij was lid van de Roeselaarse kunstkring en nam hij deel aan talrijke groepstentoonstellingen.

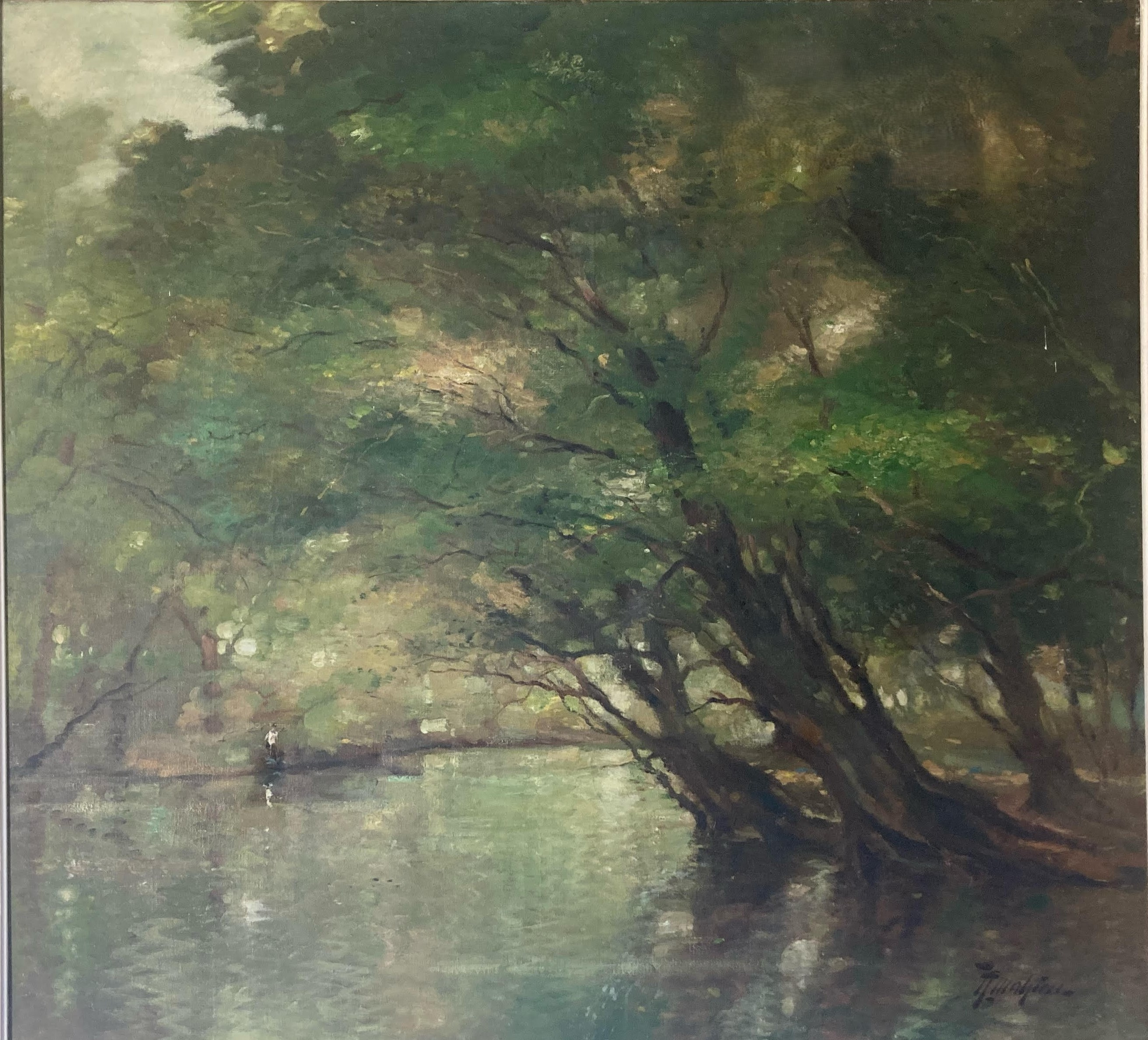

### Architect-restaurateur
Hij specialiseerde zich als architect-restaurateur. Hij gebruikte ‘De Woesten’, zijn kasteeltje in historiserende stijl, als uithangbord. Hierdoor kreeg hij verschillende opdrachten om kastelen en hoeves in de regio Brugse Ommeland te transformeren.

##### Realisaties als architect (selectie)
- Kasteel 'Ter Heyde' in Sint-Andries, Brugge, in historiserende villa-stijl (1972). Het oorspronkelijke kasteel in neo-stijl werd door de Duitsers gedynamiteerd in 1944.
- Kasteel Rooiveld in Waardamme. In het begin van de jaren 1960 wordt het voormalige jachtpaviljoen verbouwd tot een riant woonhuis.
- Mottekasteel en hoeve 'Hof Cleyhem' in Zuienkerke, renovatie in de jaren 1960.
- Hoeve aan de Damse vaart, te Brugge.
- Huis te Lauwe.

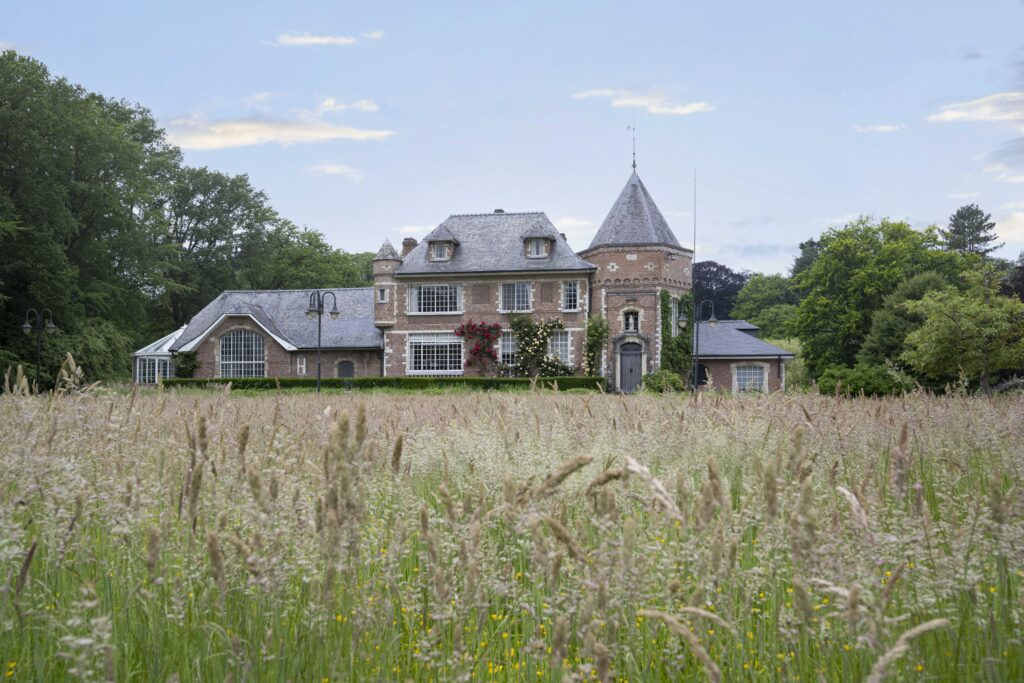
Kasteel De Woesten
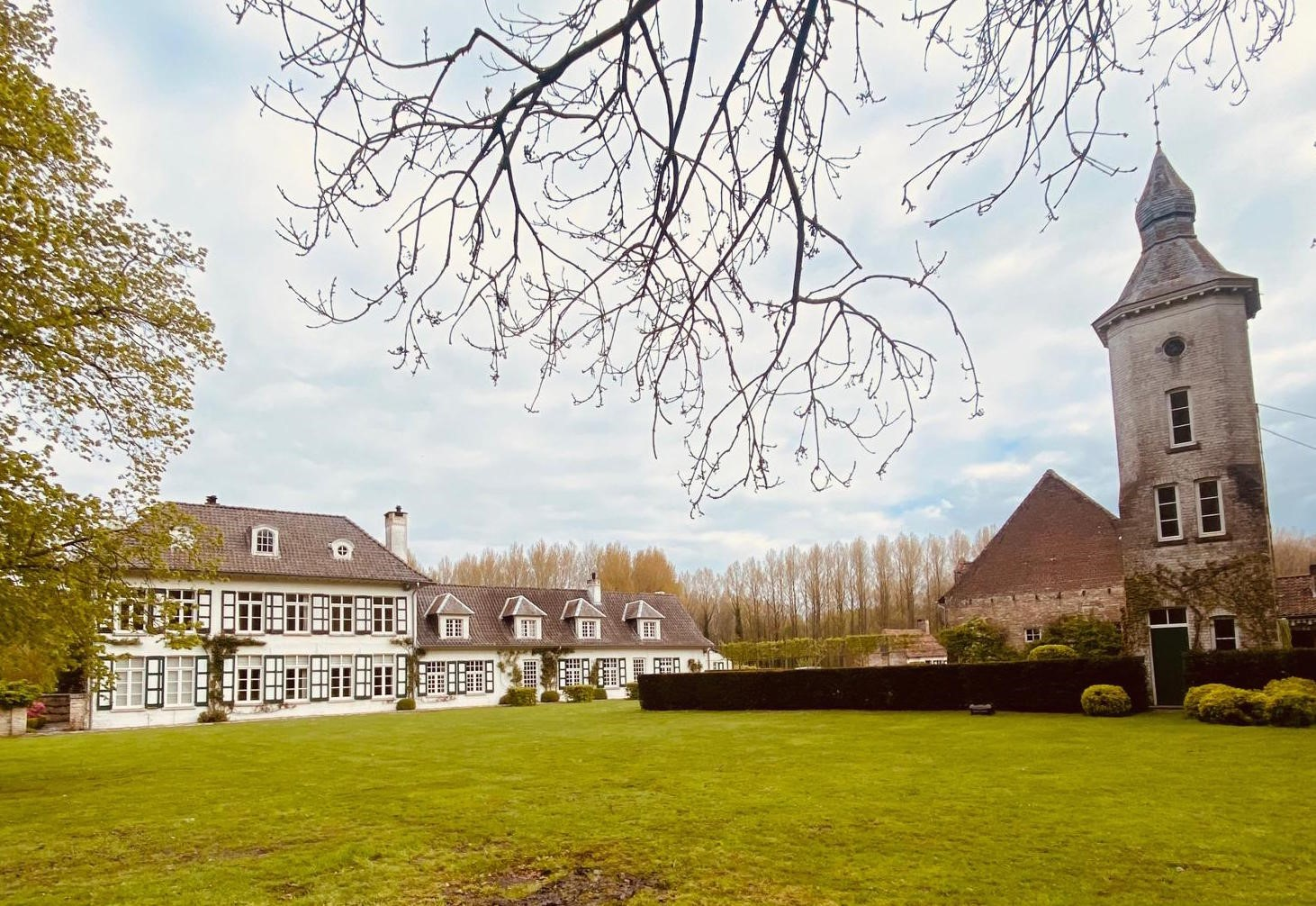
Kasteel Rooiveld
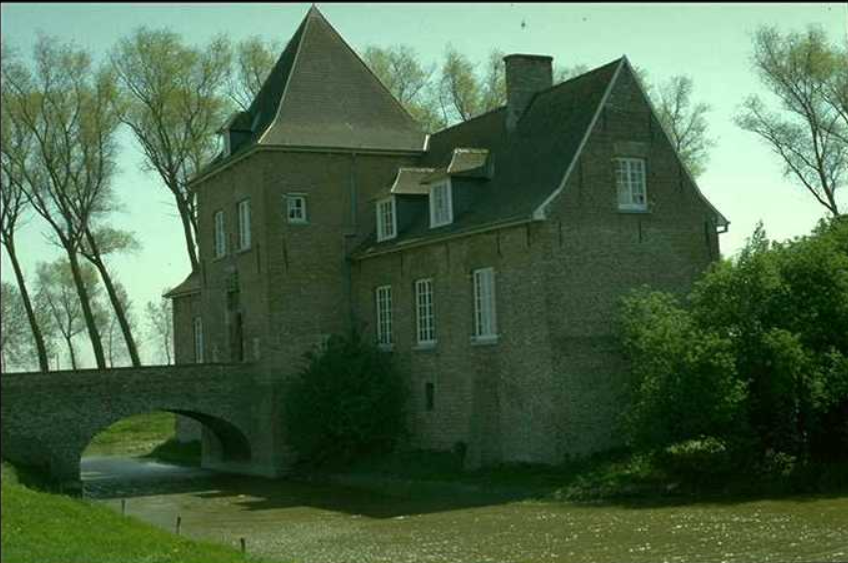
Hof Cleyhem
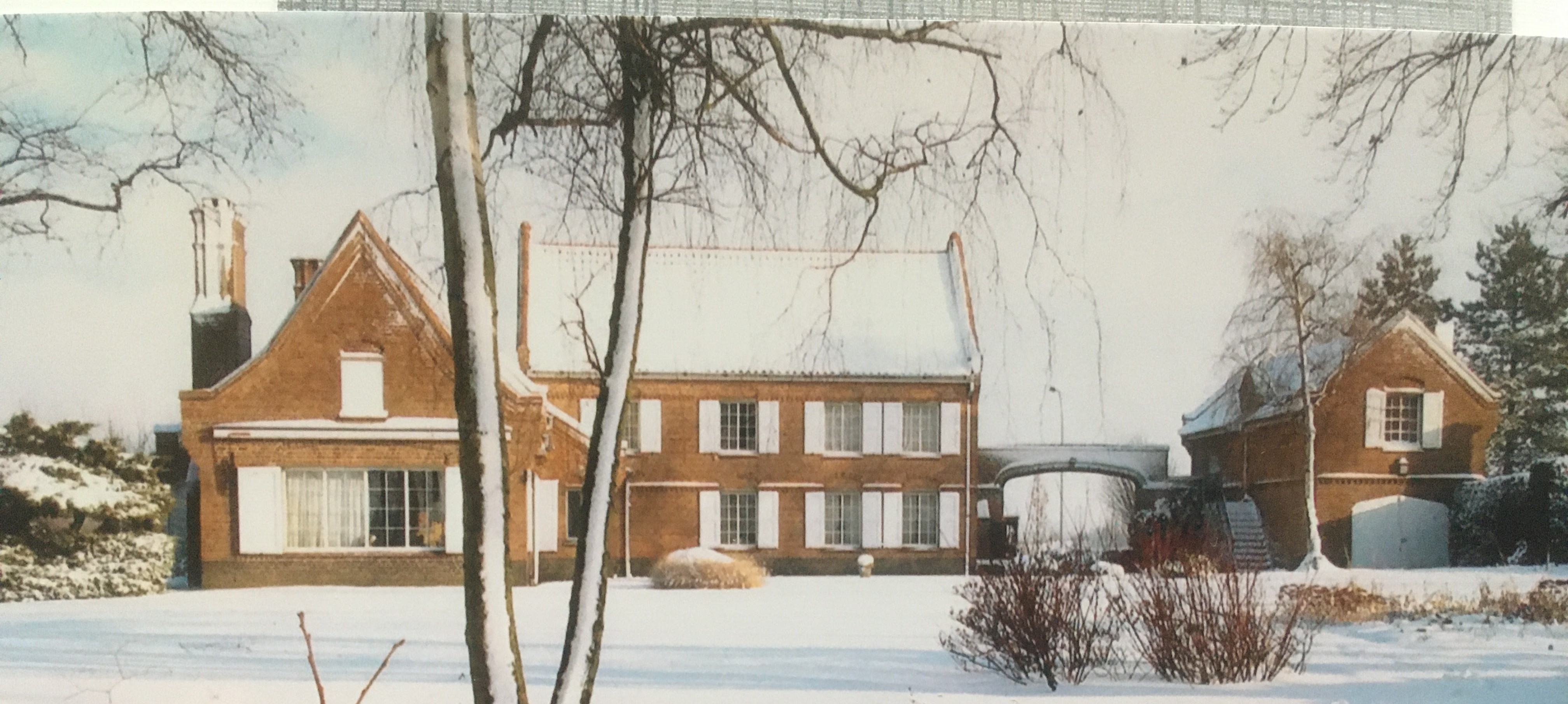
Huis te Lauwe

## Algemene bron
- Sabbe, Jan (2024). Kasteeldomein De Woesten. Heemkring Oostkamp.